# West Side (Manhattan)

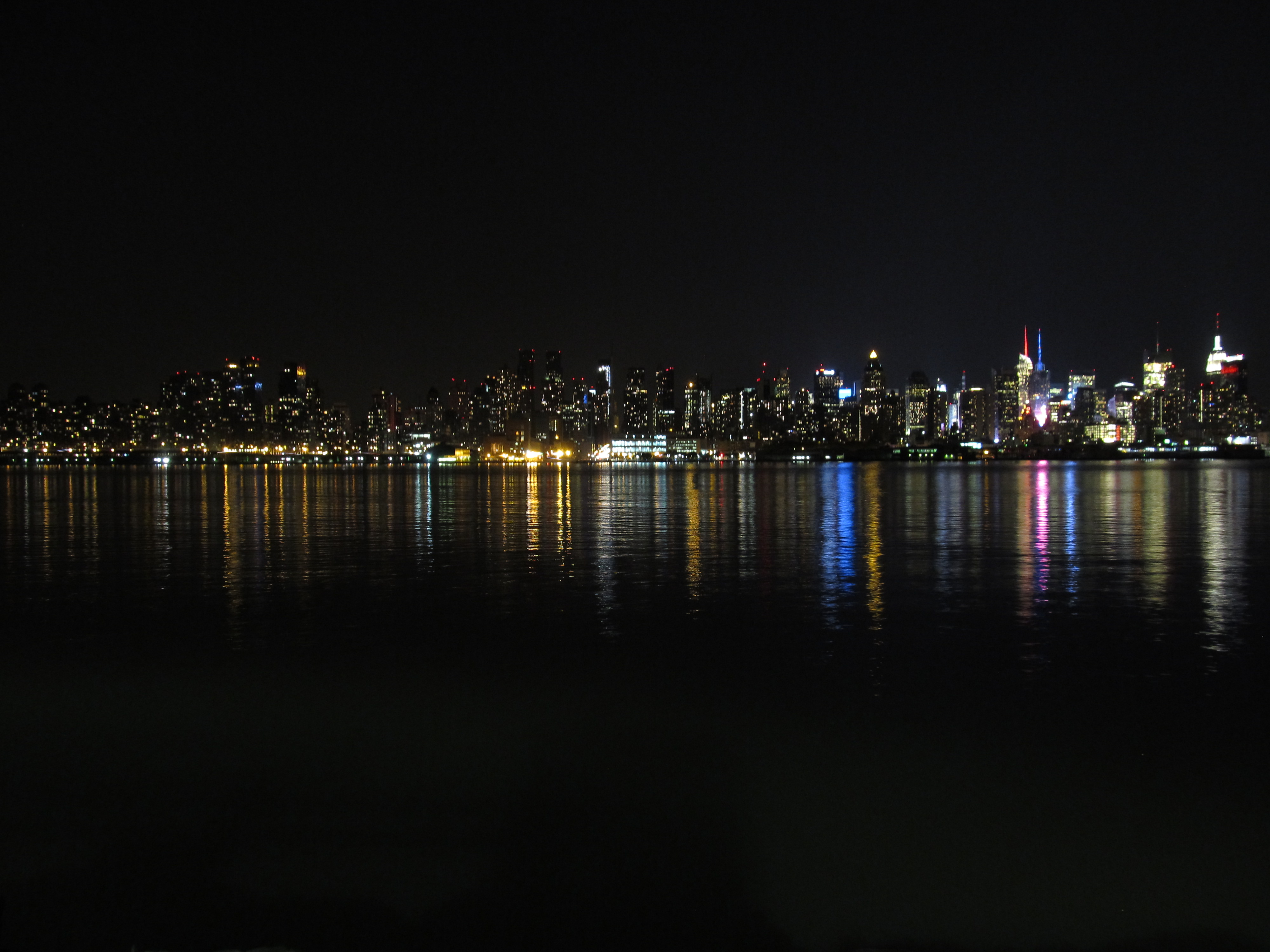
El West Side visto de la otra orilla del río Hudson

West Side of Manhattan o Lado Oeste de Manhattan es la parte occidental de la Isla de Manhattan con el río Hudson y el lado de Nueva Jersey. La Quinta Avenida, Central Park, y el bajo Broadway lo separan del East Side o Lado Este. Los principales barrios del West Side son (de norte a sur) West Harlem, Morningside Heights, Manhattan Valley, Upper West Side, Hell's Kitchen, Chelsea, West Village, SoHo y Tribeca. Las líneas de la Octava Avenida y West Side subway conectan todas las partes del West Side. Las principales arterias de sentido norte y sur de West Side son el Henry Hudson Parkway en el norte, y el West Side Highway en el sur. El Hudson River Greenway los separa en el lado oeste.

## Desarrollos
El West Side iba a ser la ubicación para la construcción del West Side Stadium, estadio olímpico de Nueva York, en caso de que le hubiesen otorgado los Juegos Olímpicos de 2012. Pero los neoyorquinos no aceptaron el plan de los dos mil millones de dólares para el estadio, que también hubiese funcionado como campo de los New York Jets de Manhattan. Por eso, se crearon nuevos planes, como el Hudson Yards Redevelopment Project, para rediseñar el West Side con edificios mixtos.